# Xifares
Xifares (en llatí Xiphares, en grec antic Ξιφάρης) era un príncep del Pont, fill de Mitridates VI Eupator i d'Estratonice.
Quan Mitridates va haver de marxar en el curs de la Tercera Guerra Mitridàtica, seguint la costa de l'Euxí, va deixar la seva esposa al càrrec d'una fortalesa amb importants tresors, que finalment va haver d'entregar a Gneu Pompeu Magne poc després, amb la condició de salvar la vida del seu fill Xifares. Quan la reina es va reunir amb Mitridates, aquest la va castigar i va fer matar Xifares davant seu. En parlen Apià i Plutarc.